# 国务院全体会议 (第十一届)
中华人民共和国国务院 (第十一届)的全体会议。

## 国务院组成人员

### 常务会议组成人员
- 总理：温家宝
- 副总理：李克强、回良玉（回族）、张德江、王岐山
- 国务委员：刘延东（女）、梁光烈、马　凯、孟建柱、戴秉国（土家族）
- 秘书长：马　凯（兼）

### 各组成部门负责人
1. 外交部　　　　　　　　　　　部长：杨洁篪
2. 国防部　　　　　　　　　　　部长：梁光烈（国务委员兼任）
3. 国家发展和改革委员会　　　　主任：张　平
4. 教育部　　　　　　　　　　　部长：周　济 → 袁贵仁
5. 科学技术部　　　　　　　　　部长：万　钢（致公党中央主席）
6. 工业和信息化部　　　　　　　部长：李毅中 → 苗　圩
7. 国家民族事务委员会　　　　　主任：杨　晶（蒙古族）
8. 公安部　　　　　　　　　　　部长：孟建柱（国务委员兼任）
9. 国家安全部　　　　　　　　　部长：耿惠昌
10. 监察部　　　　　　　　　　　部长：马　馼（女，中共中央纪委副书记）
（监察部属于国务院序列，但其机关与中国共产党中央纪律检查委员会的机关合署办公，编制列入中共中央直属机构。）
11. 民政部　　　　　　　　　　　部长：李立国
12. 司法部　　　　　　　　　　　部长：吴爱英（女）
13. 财政部　　　　　　　　　　　部长：谢旭人
14. 人力资源和社会保障部　　　　部长：尹蔚民
15. 国土资源部　　　　　　　　　部长：徐绍史
16. 环境保护部　　　　　　　　　部长：周生贤
17. 住房和城乡建设部　　　　　　部长：姜伟新
18. 交通运输部　　　　　　　　　部长：杨传堂
19. 铁道部　　　　　　　　　　　部长：刘志军 → 盛光祖
20. 水利部　　　　　　　　　　　部长：陈　雷
21. 农业部　　　　　　　　　　　部长：孙政才 → 韩长赋
22. 商务部　　　　　　　　　　　部长：陈德铭
23. 文化部　　　　　　　　　　　部长：蔡　武
24. 卫生部　　　　　　　　　　　部长：陈　竺（无党派人士）
25. 国家人口和计划生育委员会　　主任：李　斌 → 王　侠（女）
26. 中国人民银行　　　　　　　　行长：周小川
27. 审计署　　　　　　　　　　审计长：刘家义

## 历次全体会议

### 第一次全体会议
（2008年3月21日）
- 宣布了国务院领导分工和机构设置；
- 国务院全体会议通过了《国务院工作规则》。[1]

### 第二次全体会议
（2009年1月19日）
- 讨论即将提请第十一届全国人大第二次会议审议的《政府工作报告（征求意见稿）》。

### 第三次全体会议
（2009年8月10日）
- 会议依据《中华人民共和国澳门特别行政区基本法》的规定，决定任命崔世安为澳门特别行政区第三任行政长官；
- 国务院总理温家宝当即签署了任命崔世安为中华人民共和国澳门特别行政区第三任行政长官的第558号国务院令。

### 第四次全体会议
（2010年1月19日）
- 讨论即将提请第十一届全国人大第三次会议审议的《政府工作报告（征求意见稿）》

### 第五次全体会议
（2011年1月18日）
- 讨论即将提请第十一届全国人大第四次会议审议的《政府工作报告（征求意见稿）》和《“十二五”规划纲要（草案）》

### 第六次全体会议
（2012年1月31日）
- 讨论即将提请第十一届全国人大第五次会议审议的《政府工作报告（征求意见稿）》

### 第七次全体会议
（2012年3月28日）
- 会议依据《中华人民共和国香港特别行政区基本法》的规定，决定任命梁振英为香港特别行政区第四任行政长官；
- 国务院总理温家宝当即签署了任命梁振英为中华人民共和国香港特别行政区第四任行政长官的第616号国务院令。[3]

### 第八次全体会议
（2013年1月23日）
- 讨论即将提请第十二届全国人大第一次会议审议的政府工作报告。